# Телешовка (Дондюшанский район)
Телешовка также Телешеука (рум. Teleșeuca) — село в Дондюшанском районе Молдавии. Является административным центром коммуны Телешовка, включающей также село Новая Телешовка.

## География
Село расположено на высоте 229 метров над уровнем моря.

## Население
По данным переписи населения 2004 года, в селе Телешеука проживает 617 человек (283 мужчины, 334 женщины).
Этнический состав села:
| Национальность | Число жителей | Процентный состав |
| -------------- | ------------- | ----------------- |
| молдаване      | 579           | 93,84             |
| украинцы       | 26            | 4,21              |
| русские        | 9             | 1,46              |
| гагаузы        | 2             | 0,32              |
| прочие         | 1             | 0,16              |
| Всего          | 617           | 100 %             |